# Eva Green
Eva Gaëlle Green (Párizs, 1980. július 5. –) francia színésznő és modell.

## Karrier
Párizsban született 1980-ban. Édesanyja Marlène Jobert francia színésznő, édesapja Walter Green francia-svéd fogorvos, Marika Green öccse. Apai ágon a híres francia zeneszerző, Paul Le Flem dédunokája. Egy kétpetéjű ikertestvére van, Joy (Johanne). Tanulmányait Párizsban, angol nyelvű iskolákban végezte (American School of Paris, American University of Paris). Kezdetben az egyiptológia vonzotta, majd 14 évesen úgy határozott, színésznő lesz. Bár anyja kezdetben féltette a színészi pályától, mert túl érzékenynek tartotta hozzá, később minden támogatást megadott neki.

### Filmes karrier
1997 és 2000 között a párizsi St. Paul Drama School, majd rövidebb ideig a londoni Webber Douglas Academy of Dramatic Art és a New York-i Tisch School of the Arts hallgatója volt. Párizsba visszatértét követően színházban lépett föl. 2001-ben a Jalousie en Trois Fax című darabban nyújtott szerepéért Molière-díjat kapott.
Első filmjét, az Álmodozókat 2002-ben mutatták be. A szereppel együtt járó teljes frontális meztelenség és szexjelenetek miatt szülei és ügynöke próbálták lebeszélni a szerepről. Később a színésznő úgy nyilatkozott, zavarban akkor volt, amikor a szülei megnézték a filmet. Ezt követően szerepet vállalt a 2004-ben bemutatott Arsène Lupin-ban is.
Ridley Scott 2006-os Mennyei királyság című filmjében Sybilla szerepét kapta meg. Csalódottan vette tudomásul, hogy a moziváltozatból jeleneteinek többségét kivágták, így alakítása csak a rendezői változatban teljesedhetett ki. Másik fontos szerepét a 2006-os James Bond-filmben, a Casino Royale-ben könyvelhette el, amelyben az új Bond-lányt, Vesper Lyndet alakította.
Szerepelt még továbbá Az arany iránytűben, bár a boszorkány szerepe nehézséget okozott számára tériszonya folytán; emiatt nem is volt hajlandó újraforgatni egy jelenetet. Feltűnt továbbá a Franklynben, a Merülésekben, a Méhben, a Hétköznapi párban és az Éjsötét árnyékban is. 2014-ben a Londoni rémtörténetek (Penny Dreadful) sorozat főszerepében láthattuk. 
A Camelot című sorozat első két évadában Morgan la Fayt alakította.

### Modellkarrier
A színészet mellett Green modellkedést is vállalt (Breil, Emporio Armani, Lancôme, Heineken), és ő volt a Christian Dior divatcég Midnight Poison fantázianevű parfümjének reklámarca is.

## Magánélet
A színésznő pár évig együtt járt a magyar származású új-zélandi színésszel, Marton Csokas-sal, akivel még a Mennyei királyság forgatásán ismerkedett meg, de a pár 2009-ben szakított.
Green tervezi, hogy visszatér a színpadi szerepekhez. Állítása szerint nem szívesen dolgozna Hollywoodban, ahol szerinte femme fatale szerepeket osztanának rá.[forrás?]
2007-ben az Empire Magazine a 6. legszexisebb filmsztárnak választotta meg. Ugyanez a magazin a James Bond filmben játszott karakterét, Vesper Lyndet a filmtörténelem 9. legszexisebb női karakterének választotta. A Los Angeles-i Times Magazine 2011-ben beválogatta a legszebb 50 színésznő közé (a 18. helyet szerezve meg) 2012-ben az AfterEllen Hot 100 lista 57. helyét szerezte meg.
A színésznő az UNICEF támogatója.

## Filmográfia

### Film
| Év   | Magyar cím                                   | Eredeti cím                                 | Szerep                    | Magyar hang       |
| ---- | -------------------------------------------- | ------------------------------------------- | ------------------------- | ----------------- |
| 2003 | Álmodozók                                    | The Dreamers                                | Isabelle                  | Németh Borbála    |
| 2004 | Arsène Lupin                                 | Arsène Lupin                                | Clarisse de Dreux-Soubise | Ullmann Mónika    |
| 2005 | Mennyei királyság                            | Kingdom of Heaven                           | Szibilla királynő         | Ruttkay Laura     |
| 2006 | Casino Royale                                | Casino Royale                               | Vesper Lynd               | Németh Borbála    |
| 2007 | Az arany iránytű                             | The Golden Compass                          | Serafina Pekkala          | Ruttkay Laura     |
| 2008 | Franklyn                                     | Franklyn                                    | Emilia Bryant / Sally     | Major Melinda     |
| 2009 | Merülések                                    | Cracks                                      | Miss G                    | Györgyi Anna      |
| 2010 | Womb – Méh                                   | Womb                                        | Rebecca                   | Huszárik Kata     |
| 2011 | Hétköznapi pár                               | Perfect Sense                               | Susan                     | Kovács Patrícia   |
| 2012 | Éjsötét árnyék                               | Dark Shadows                                | Angelique Bouchard        | Kéri Kitty        |
| 2014 |                                              | White Bird in a Blizzard                    | Eve Connor                |                   |
| 2014 | 300: A birodalom hajnala                     | 300: Rise of an Empire                      | Artemiszia                | Nemes Takách Kata |
| 2014 | A Megváltás                                  | The Salvation                               | Madelaine                 |                   |
| 2014 | Sin City: Ölni tudnál érte                   | Sin City: A Dame to Kill For                | Ava Lord                  | Németh Borbála    |
| 2016 | Vándorsólyom kisasszony különleges gyermekei | Miss Peregrine's Home for Peculiar Children | Vándorsólyom kisasszony   | Németh Borbála    |
| 2017 | Igaz történet alapján                        | Based on a True Story                       | Elle                      | Németh Borbála    |
| 2017 |                                              | Euphoria                                    | Emilie                    |                   |
| 2019 | Dumbo                                        | Dumbo                                       | Colette Marchant          | Varga Gabriella   |
| 2019 | Ígérem, hogy visszatérek                     | Proxima                                     | Sarah                     | Németh Borbála    |
| 2022 | Nocebo                                       | Nocebo                                      | Christine                 |                   |
| 2023 | A három testőr: D’Artagnan                   | The Three Musketeers: D'Artagnan            | Milady de Winter          | Kovács Patrícia   |
| 2023 | A három testőr: Milady                       | The Three Musketeers: Milady                | Milady de Winter          | Kovács Patrícia   |
| 2024 |                                              | Dirty Angels                                | Jake                      |                   |

### Televízió
| Év        | Magyar cím            | Eredeti cím    | Szerep           | Megjegyzések                                               |
| --------- | --------------------- | -------------- | ---------------- | ---------------------------------------------------------- |
| 2011      | Camelot               | Camelot        | Morgan Pendragon | - főszereplő (10 epizód) - magyar hangja: - Németh Borbála |
| 2014–2016 | Londoni rémtörténetek | Penny Dreadful | Vanessa Ives     | főszereplő (25 epizód)                                     |
| 2020      |                       | The Luminaries | Lydia Wells      | minisorozat (6 epizód)                                     |
| 2023      | Együttműködés         | Liaison        | Alison Rowdy     | 6 epizód                                                   |